# Renaud de Montauban
Pour les articles homonymes, voir Montalbano.
 (avril 2017).
Si vous disposez d'ouvrages ou d'articles de référence ou si vous connaissez des sites web de qualité traitant du thème abordé ici, merci de compléter l'article en donnant les références utiles à sa vérifiabilité et en les liant à la section « Notes et références ».

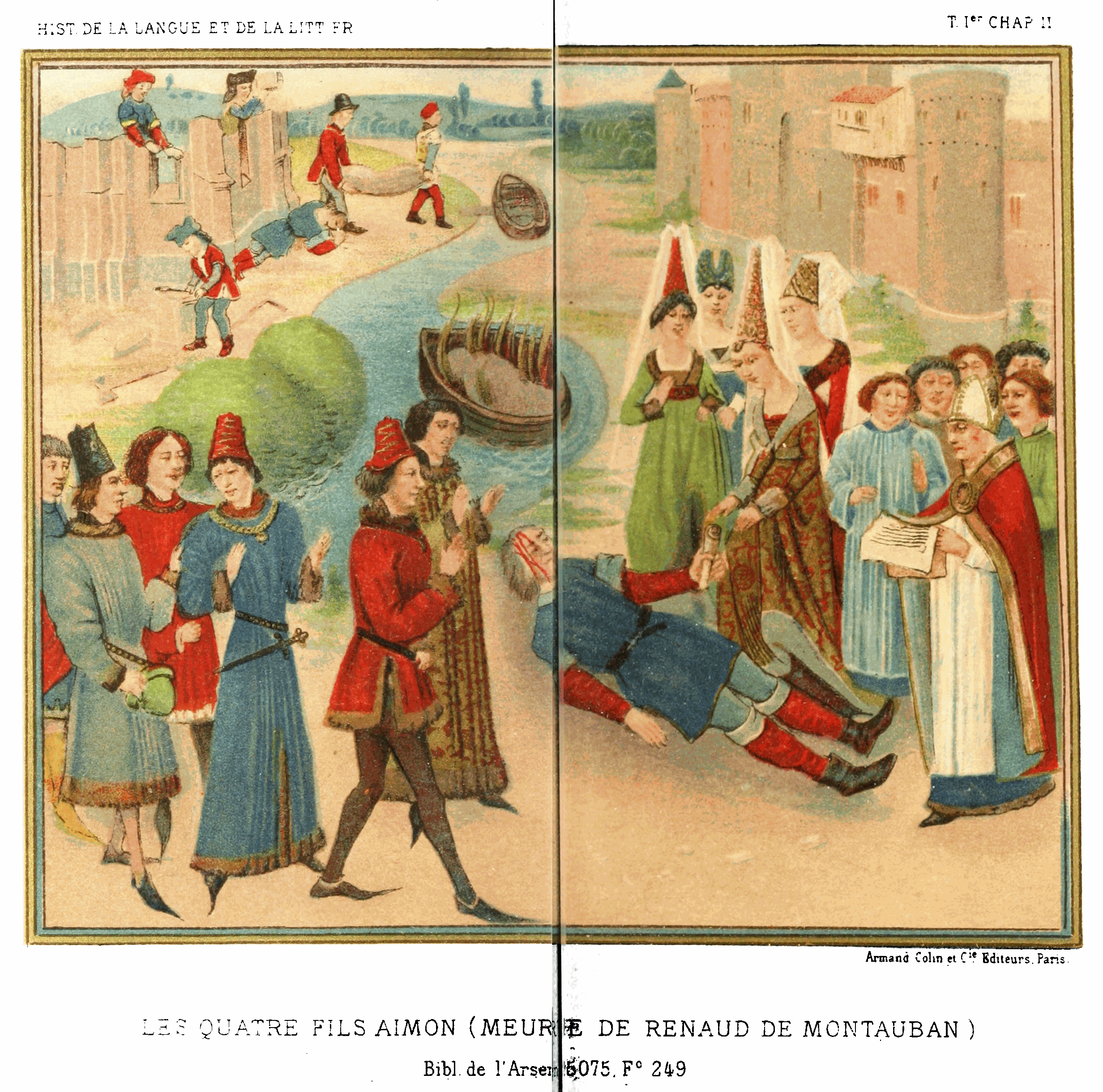
Les quatre fils Aimon : Meurtre de Renaud de Montauban

Renaud de Montauban, l'un des Quatre Fils Aymon et connu en italien sous le nom de Rinaldo di Montalbano, est dans la littérature médiévale le héros légendaire d'une chanson de geste française du XIIe siècle. Ses exploits forment une partie du cycle de chansons de Doon de Mayence, celle des barons rebelles. À la différence de ses trois frères Alard, Richard et Guichard, Renaud a été le héros de poèmes épiques italiens traitant de chevalerie, avec son destrier magique Bayard.

## Le personnage de Renaud
Renaud est l'un des quatre fils d'Aymon de Dordogne. Aymon appartient à un lignage de grands vassaux de l'empereur Charlemagne. Deux de ses frères, Girard de Roussillon et Beuves d'Aigremont, se sont révoltés contre l'autorité impériale. Le prologue de la chanson raconte la révolte de Beuves contre Charlemagne. Le duc trouve que l'effort de guerre infligé aux grands vassaux est injuste. Il fait sécession, ce qui est un manquement vassalique très grave. Aussitôt un ambassadeur impérial est dépêché à la cour pour l'obliger à remplir ses obligations militaires. Beuves accepte finalement de faire allégeance et se rend à la cour de Charlemagne. Sur le chemin, il tombe dans un guet-apens mortel, ourdi par le lignage des traitres[Quoi ?]. Ses frères se vengent en dévastant les terres impériales — c'est la faide (vengeance légale) —, puis ils se réconcilient avec Charlemagne. Aymon parvient à retrouver son rang à la cour et à faire adouber ses quatre fils. Après la cérémonie, Renaud tue lors d'une querelle d'échecs, Bertolai, un neveu de Charlemagne. Pour échapper à la peine capitale, il décide de s'enfuir avec ses trois frères dans la forêt d'Ardenne. Ils sont bannis par contumace. Les quatre fils d'Aymon survivent difficilement : leurs armures rouillent, leurs poils et cheveux poussent, ils mangent mal. Insensiblement, ils se transforment en hommes sauvages. Malgré le risque encouru, ils quittent la forêt pour demander secours à leur père. Aymon les a forjurés mais accepte que leur mère Aye les transforme à nouveau en chevaliers. Ils partent pour la Gascogne et construisent le château de Montauban. Renaud épouse la sœur d'Yon de Gascogne, qu'il a libéré des envahisseurs sarrasins. Un beau jour, Charlemagne découvre par hasard ce site superbe et apprend avec colère le nom du seigneur des lieux. Il obtient la trahison d'Yon et fait le siège de la forteresse. Renaud et ses frères parviennent à s'enfuir mais décident de se rendre. L'empereur, sous la pression des douze pairs, accepte enfin de faire la paix avec eux.
Renaud devra livrer son cheval Bayard et son cousin magicien Maugis, puis il accomplira un pèlerinage expiatoire à Jérusalem. Renaud sacrifie Bayard et se rend en Terre Sainte. Après s'être illustré dans les croisades, Renaud refuse la couronne de Jérusalem. Il revient en France. Sa femme est morte, ce qui afflige le héros. Il lui reste une dernière chose à accomplir : s'assurer que ses deux fils, Yonet et Aymonet, sont acceptés à la cour de Charlemagne. Après avoir confondu le lignage des traîtres, Renaud peut quitter la France et entamer un cheminement spirituel. Il se rend à Cologne sur le chantier de la cathédrale de Saint-Pierre, comme simple ouvrier. Mais sa démarche désintéressée et son travail surhumain suscitent la jalousie des autres ouvriers. Ces derniers complotent contre lui : ils le lapident et le jettent dans le Rhin. Un miracle se produit : son corps flotte, il est auréolé de lumière et entouré d'un banc de poissons. Aussitôt, le clergé est prévenu, l'ouvrier de Dieu est reconnu. L'évêque de Cologne veut enterrer le saint dans la cathédrale Saint-Pierre. Un second miracle a lieu : la charrette merveilleuse entraîne la dépouille de Renaud à Trémoigne. Saint Renaud y est vénéré depuis lors.
Dans le cycle des barons révoltés, l'empereur Charlemagne n'est pas un personnage sympathique. C'est un être vindicatif, rancunier et perfide. Il voue une haine farouche au magicien Maugis. En effet, le cousin de Renaud s'est moqué de lui plusieurs fois : il a enlevé son fils Charlot, s'est fait passer pour un malheureux que l'empereur doit nourrir. Il permet aussi à Renaud de participer à une course hippique et de remporter la couronne impériale, grâce au cheval magique Bayard.
Renaud, sous le nom de Rinaldo, est un personnage important dans Orlando Furioso de l'Arioste. 

### Rinaldo dans l'Orlando Furioso
Dans Orlando Furioso, Rinaldo est le frère de Bradamante. Son cousin Orlando (Roland) et lui tombent amoureux d'Angélique au point qu'une rivalité survint entre eux. Rinaldo boit à une fontaine, qui le fait tomber amoureux d'Angélique pendant qu'elle-même boit à une autre fontaine, qui la fait le détester (Orlando Furioso I : 78). Il est envoyé par Charlemagne en Grande-Bretagne où il recrute des chevaliers en Écosse et en Angleterre pour aider à défendre la France. Finalement il est guéri de son amour pour Angélique quand il boit à une autre fontaine magique (Orlando Furioso XLII : 63). Il promet sa sœur, Bradamante, au chevalier africain Ruggiero.

### Rinaldo de Jérusalem délivrée
Il ne faut pas confondre Renaud de Montauban avec Rinaldo, fils de Bertoldo et fondateur supposé de la maison d'Este dans le poème épique de Torquato Tasso Jérusalem délivrée (1580), bien que ce deuxième personnage soit signalé comme un descendant de Bradamante, sœur du premier. Ce deuxième Rinaldo est le fils de Bertoldo et de Sophia et il a vécu au temps de la première croisade. Selon la légende, Bertoldo est le fils d'Azzo II, personnage historique qui fut comte d'Este (Orlando Furioso III : 29-30). Un des fils d'Azzo II fut Welf IV, (Welf 1er, duc de Bavière). Jérusalem délivrée présente Bertoldo comme de la famille de Welf IV (Jérusalem délivrée XVII : 81).
Ainsi, l'opéra Rinaldo de Georg Friedrich Haendel met en scène ce deuxième personnage, inventé au XVIe siècle et non pas l'un des Quatre Fils Aymon.

## Postérité
Don Quichotte, personnage chevaleresque issu de l'œuvre de l'écrivain espagnol Miguel de Cervantes l'admire particulièrement.